# 테오 마가트
테오 마가트(독일어: Theo Magath, 일본어: テオᆞマガト 음차: 테오 마가토[*], 영어: Theo Magath(영미식: 시오 매거스))는 만화 < 진격의 거인 >의 등장인물이다. 전직 마레 제국 육군 장성이자 현직 마레 제국군 원수이다. 아니 레온하르트, 라이너 브라운, 베르톨트 후버, 피크 핑거, 지크 예거, 포르코 갈리아르트, 마르셀 갈리아르트의 직속 상관이다. 800명 이상의 엘디아 인 보병으로 구성된 육군 전투 부대인 엘디아 부대(Eldian Squad)의 총사령관 겸 대장이다. 현재는 마레 제국군 원수로 승진했으며 승진한 이후로도 레벨리오 전투, 슬라바 전투로 인한 병력 손실로 줄어든 마레 보병들을 대신해 수레 거인의 기관총탑 포수로 활약하는 등 현장을 적극적으로 지휘하고 있다. 마레 제국 측 인물들, 그것도 국가 권력 수뇌부의 고위 장성들 가운데서도 위미르의 백성을 인간으로 대하는 몇 안 되는 인물이다.

## 성격
테오 마가트는 매우 충실한 성격이다. 그의 선택의 대부분은 마레의 군인으로서 자신의 의무라고 생각하는 것을 중심으로 이루어진다. 그는 전형적인 마레인으로서 엘디아에 대해 편견을 가지고 있으며 마레인의 삶을 가장 중요하게 생각한다. 타인이 그의 명령에 의문을 가질 때 분노하지만, 그는 기꺼이 자신의 의견을 접고, 엘디아가 콜트 그리이스와 지크 예거와 같이 현재 상황에 유용한 무언가를 만들도록 명령하기도 한다.
마레군으로서의 강인힌 사명감과 책임감, 성실함, 부하들인 엘디아 부대를 이등 시민이란 이유로 차별하지 않고 자유자재로 소통하는 유연함 같이 군인으로서 가져야 할 모든 요소들을 완벽히 갖춘 참군인의 표상이다. 마레군으로서 해야 하는 의무에 엄격하고 완고한 성격이며 강한 개혁 의지도 갖추었다. 나라의 명예를 중시하고 팔백만 명의 엘디아 부대에게 자살돌격을 명령했다고 문제 삼는 몇몇도 있지만 이것만으로는 함부로 속단하는 것은 이르다. 심지어 레벨리오 전투 이후로 빌리 타이부어의 인맥과 연계된 정치당의 힘으로 최고 통수권자인 원수로 승진했는데도 마레군의 부족한 병력을 생각하여 직접 군을 이끌고 파라디 섬을 재침공하고 수레 거인의 신형 기관총탑 포수까지 맞는 현장 지휘관의 역할에 적극적으로 임하고 있다. 슬라바 전투에는 다른 마레군 장성들과 다름 없이 엘디아 인들을 하대하고 차별하는 모습은 보이기는 하지만, 이는 어디까지나 차별이 만연한 마레군 내부의 풍조를 감안하면 군부의 비위에 충실하게 행동한 것에 가깝다. 그로스로 대표되는 엘디아 인들을 모질게 대하는 군인들처럼 정말로 악의가 있어서 차별하는 것은 아니다.
매사에 근엄한 포스와 분위기를 잃지 않는 철통 같은 엄격함과 진지함을 지닌 전형적인 군인형 인물이다.
성실하고 융통성과 열린 식견, 의식을 갖춘 것만으로 대다수의 마레인들뿐만 아니라 세계의 다른 사람들하고도 차별화되는 인물. 백여 년간 거인의 힘에만 의존한 끝에 기술에 도태되고 태만해진 다른 장성들과 다르게 이제 거인의 힘이 아니라 인간의 힘으로 나아가야 한다는 일침을 놓는 소신 있는 성격과 성실함을 갖고 있다. 현재는 타이부어 가문의 수장이자 대륙의 실권자인 빌리 타이부어에게 군
매사에 근엄한 포스와 분위기를 잃지 않는 철통 같은 엄격함과 진지함을 지닌 전형적인 군인형 인물이다.
테오 마가트는 매우 충실하며, 그의 성격과 선택의 대부분은 마레의 군인으로서 그의 의무라고 믿는 것을 중심으로 이루어진다. 그는 전형적인 마레인으로서 엘디아에 대해 편견을 가지고 있으며 마레인의 삶을 그들의 것보다 중요하게 생각하고 누군가가 그의 명령에 의문을 가질 때 분노하지만, 그는 기꺼이 자신의 의견을 제쳐두고 그의 명령 아래 엘디아가 콜트 그리이스 (Colt Grice)와 지크 예거 (Zeke Yeager)와 같이 현재 상황에 추가할 유용한 무언가가있을 수 있다. 그는 엘디아인 빌리 티버 (Willy Tybur)를 알아 낸 후 상급자로 쉽게 받아 들였고, 개인적 욕망보다는 지휘관과 고향에 대한 의무감에서 말리의 군대 장군으로서의 역할을 곧 상속받을 것이라는 사실을 받아 들였다. , 빌리가 주문 대신 제안으로 제시했지만. 그는 심지어 군대가 그에게 속한 것이 아니라 국가 자체라고 말한다. 그의 많은 결정은 그가 자신 아래에 있는 엘디아를 소모품으로 간주하고 그들의 삶을 돌보지 않는 것처럼 보이게한다. 예를 들어, 거인의 힘을 가진 두 명의 소유자를 유지하면서 반 타이탄 포병을 파괴하기 위해 800명의 엘디아 병사를 희생하기로 결정했다. 그러나 그는 대부분의 국가의 힘이 무사하기 때문에 전사와 전사 후보를 위험으로부터 보호하기를 원했기 때문에 말리에게 가장 유익하기 때문에 대부분이 행동 방침을 따르다. 타이탄은 다른 국가의 기술 우월성을 알고 있다. 다른 마레인과 비교할 때 그는 엘디아에 대해 매우 관대하며 그들이 말하는 것을 기꺼이 듣고 육체적 인 것처럼 보이지 않으며 다른 마레인에게는 존재하지 않는 진정한 관심을 보여준다. 파라 디스 아일랜드 작전. 마가트는 자신이 매우 교활하고 예리하며 타이버 가문이 몰래 마레를 통치하고 있음을 파악하고 선전에서 국가의 속임수를 꿰뚫어보고 있음을 증명한다. 그는 또한 빌리 타이버에게 Helos의 동상이 완전히 속이 비어 있기 때문에 마레의 진정한 정신이라고 언급하면서 일정한 수준의 마른 재치로 말한다.